# Bata Illic

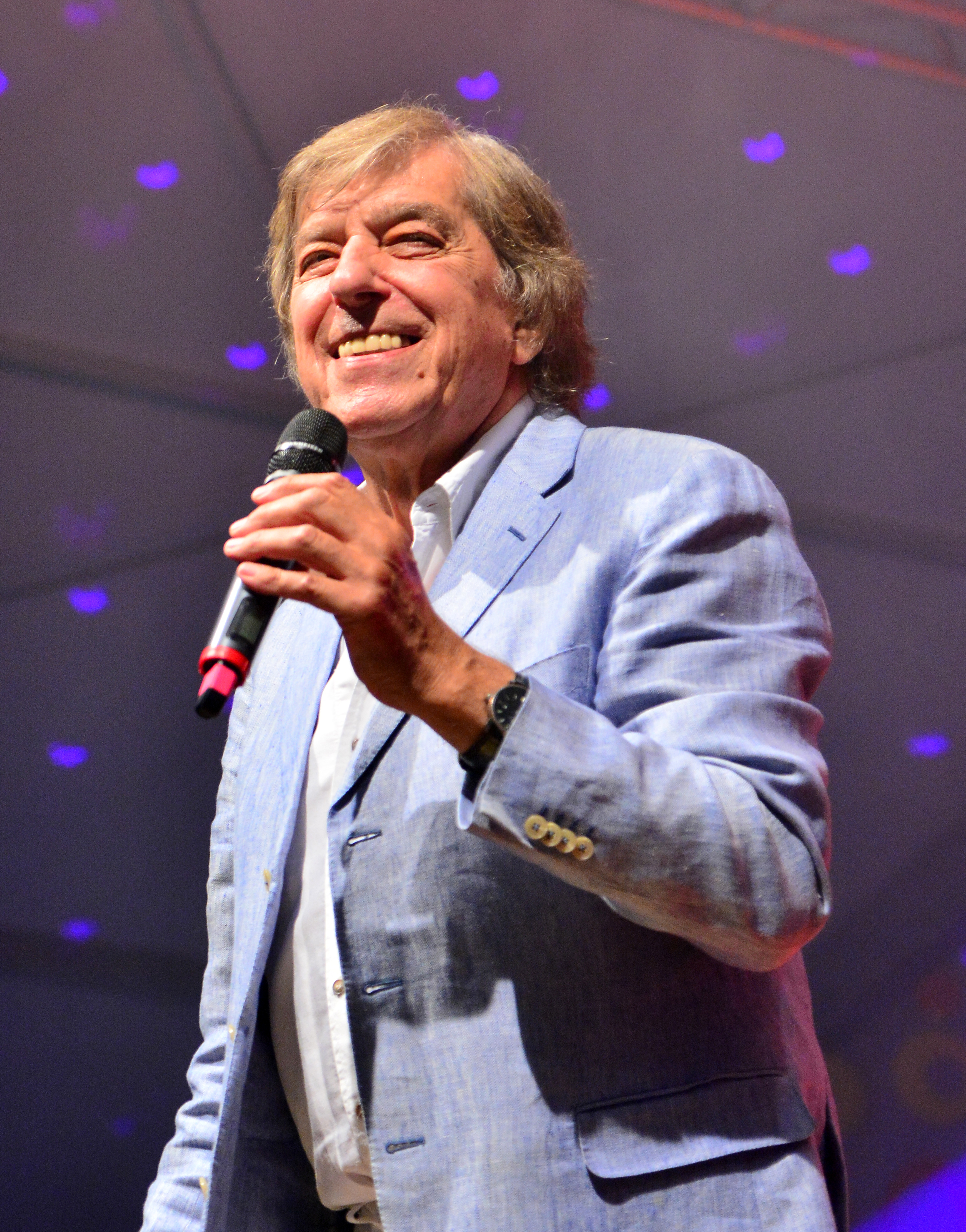
Bata Illic beim Schlagermove 2015 in Hamburg

Bata Illic (serbokroatisch Бата Илић Bata Ilić; * 30. September 1939 in Belgrad) ist ein aus Jugoslawien stammender deutscher Schlagersänger.

## Leben
Illic wurde als Sohn eines Finanzbeamten geboren. Nach seinem Schulabschluss studierte er Philologie, Englisch und Italienisch und war danach zwei Jahre als Lehrer tätig. In dieser Zeit lernte er den Musiker Andreas Triphan kennen, der mit ihm eine Band (zumeist als „Bata Illic & Band“, einzelne Auftritte als „Kommando Iffets“) gründete und diese als Schlagzeuger sowie finanzieller Förderer unterstützte. Ihre Wege trennten sich 1961. Andreas Triphan sah für die Gruppe die Perspektive in Frankreich. Illic wollte ihm aber nicht für mehrere Monate nach Lille folgen.
Nach einem Auftritt in der amerikanischen Botschaft in Belgrad bekam Illic im Jahr 1963 mit seiner Band „Grandpa's Whites“ einen mehrmonatigen Gastspielvertrag für den amerikanischen Club „Twister“ in Bad Kissingen. Weitere Verpflichtungen für Clubs in Bad Hersfeld, Poppenburg, Fulda und West-Berlin folgten. Im Mai 1966 trafen sich Triphan und Illic zufällig bei einem kleinen Musikfestival in Bern wieder. Zwar hatten sie von Juni bis August einige gemeinsame Auftritte in Süddeutschland, jedoch konnten sich beide keine längere Zusammenarbeit in einem gemeinsamen Projekt mehr vorstellen.
Im Jahr 1967 nahm Illic seine erste Schallplatte auf. Seine ersten Erfolgstitel in den Hitparaden waren 1968 Mit verbundenen Augen und Schuhe, so schwer wie ein Stein. Im Jahr 1972 hatte er seinen größten Erfolg mit Michaela. Er trat in zahlreichen Musiksendungen auf, unter anderem in der ZDF-Hitparade, und präsentierte Michaela und die nachfolgende Singleauskopplung Solange ich lebe auch im 1973 erschienenen Film Blau blüht der Enzian. Auch die folgenden Jahre waren sehr erfolgreich für ihn als Schlagersänger. Anfang der 1980er-Jahre wurde es etwas ruhiger um ihn.
In den 1990er-Jahren versuchte Illic ein Comeback. Er tritt heute noch in Rundfunk und Fernsehen auf, bevorzugt mit Liedern von Charles Aznavour, Adriano Celentano oder Burt Bacharach in deutschsprachigen Versionen.  Aber auch seine alten Hits singt er bei diesen Auftritten.
Vom 11. Januar 2008 bis 26. Januar 2008 war der Schlagersänger in der Sendung Ich bin ein Star – Holt mich hier raus! auf RTL zu sehen. Er belegte in der Reality-Show den dritten Platz hinter Michaela Schaffrath und dem Gewinner Ross Antony.
Am 7. Februar 2008 ist die Retro-POP-Single Tschewaptschitschi als Downloadtrack veröffentlicht worden. Von einem 2008 aufgenommenen Album stammt als erste Single-Auskopplung das Duett Wie ein Liebeslied, das Bata Illic zusammen mit seinem Dschungel-Kollegen Eike Immel aufgenommen hat. Damit erreichte Bata Illic die Top 20 der Deutschen Single-Charts, das erste Mal seit 33 Jahren. Die Maxi-CD und ein – nicht zur Single gehörendes – aktuelleres Album namens Herzgeschichten sind am 29. Februar 2008 erschienen, das offizielle neue Album – wie die Single ebenfalls Wie ein Liebeslied betitelt – folgte am 7. März 2008.
Bata Illic ist seit 1963 mit Olga Illic verheiratet. Mit ihr wohnte er zunächst in Frankfurt am Main und seit 1978 in Gräfelfing bei München.

## Diskografie

### Alben
- Die Welt ist voller Liebe (1968)
- Stimme der Sehnsucht (1971)
- Mädchen wenn Du einsam bist (1972)
- Solang ich lebe (1973)
- Schwarze Madonna (1974)
- Slawische Träume (1975)
- Ich hab noch Sand in den Schuhen aus Hawaii (1975)
- Mit den Augen der Liebe (1976)
- Bata Illic singt große Welterfolge (1977)
- Bata Illic (1977)
- Nur ein bißchen Zärtlichkeit (1987)
- Glückliche Stunden (1988)
- Ein bißchen Liebe (1990)
- Herzgeschichten (2008)
- Wie ein Liebeslied (2008, offizielles neues Album)
- Ich möcht’ der Knopf an Deiner Bluse sein – Das Beste vom Besten (2008, Best Of)
- Wo die Sonne nie untergeht (2011)
- Goldene Zeiten (2022)

### Singles
- Mit verbundenen Augen (1968)
- Die Liebe kommt am Abend (1969)
- Schließ deine Augen und schau in mein Herz (1969)
- Schuhe so schwer wie Stein (1969)
- Wo Liebe ist, da ist auch ein Weg (1970)
- Candida (1970)
- Judy, I love you (1971)
- Ein Herz steht nie still (1971)
- Mädchen, wenn du einsam bist (1972)
- Michaela (1972)
- Solange ich lebe (1972)
- Hey, little Girl (1973)
- So war ich noch nie verliebt (1973)
- Schwarze Madonna (1973)
- Komm auf das Schiff meiner Träume (1973)
- Auf der Straße der Sehnsucht (1974)
- Ein Souvenir von Marie-Antoinette (1974)
- Du bist eine unter vielen (1975)
- Ich hab noch Sand in den Schuhen aus Hawaii (1975)
- Mädchen mit den traurigen Augen (1976)
- Donna Carmela Gonzales (1976)
- Ich möcht’ der Knopf an deiner Bluse sein (1976)
- Mit meiner Balalaika war ich der König auf Jamaika (1977)
- Hey Girl, blondes Mädchen (1977)
- Amor, Amor, Amor (1978)
- Oh Kleopatra (1979)
- Abenteuer mit Fräulein Obermeier (1980)
- Malinconia (1982)
- Wo weiße Rosen blüh'n (1992)
- Bitte, melde Dich (1997)
- Hit Mix ’98 (1998)
- Das Finanzamt ist pleite (2000)
- Nicht für immer (aber ewig) (2002)
- Bella Isola (2003)
- Wenn Du lachst (2003)
- Nach jedem Abschied (2004)
- Was im Herzen ist (2004)
- Manchmal (...wär ich gern noch mal klein) (2005)
- Ich hab’ noch Sand in den Schuhen von Hawaii (2006)
- Wie ein Liebeslied (2007)
- Du bist mein schönstes Gefühl (2007)
- Tschewaptschitschi (2008, Downloadsingle)
- La Belle Epoque (2008, Promosingle)
- Wie ein Liebeslied (Duett mit Eike Immel) (2008, Maxi-CD)
- Sommer und du (2008, Promosingle)
- Isola bella (2011)
- Selbst ein Clown hat seine Tränen (2013)
- Da war ein Engel (2016)

## Auszeichnungen
- Goldene Stimmgabel
  - 1984, 1985, 1990